# Église Saint-Leu de Duhort
L’église Saint-Leu de Duhort est un lieu de culte catholique situé sur la commune de Duhort-Bachen, dans le département français des Landes.

## Présentation
L’église primitive est bâtie lors de la fondation de la bastide de Duhort en 1331, à l’extrémité nord-est de la place du village. Elle est gravement endommagée entre les 7 et 9 septembre 1569, lors d’affrontements entre catholiques et protestants pendant les guerres de Religion. L’église actuelle est reconstruite en galets de l’Adour au même emplacement et sur la base des murs restants d’un seul ensemble. Son clocher-porche est achevé en 1764.

## Éléments architecturaux
La nef centrale est séparée des bas-côtés par six colonnes qui laissent apparaître des briques du bâtiment d’origine. Dans le chœur, derrière l’autel, se trouvent des stalles pour enfants, aménagement unique dans la région. L’autel latéral de gauche est dédié à Notre-Dame de l’Assomption, celui de droite à saint Leu ou saint Loup, le saint patron de la paroisse.
L’église a bénéficié de transferts de mobilier en provenance de l’ancienne abbaye Saint-Jean de la Castelle, située non loin de là. C’est le cas du bénitier à droite, de deux stalles sculptées ou du christ en grande croix. L’autel actuel date de 1830. Il remplace un ancien autel classé provenant de cette même abbaye qui est actuellement dans l’église Saint-Pierre d'Amou.
Les vitraux sont au nombre de six. Ils ont été offerts par des familles locales, à l’exception de celui de gauche, portant les initiales de son donateur : ED, pour Edmond Darricau, curé de la paroisse. Ces vitraux représentent tour à tour : Le baptême du Christ, saint Louis (avec armes et couronne), Jésus au jardin des oliviers, la parabole du semeur, saint Michel terrassant le dragon, Marie-Madeleine pleurant devant le tombeau.
Au sol, au pied d’une colonne, se trouve la sépulture de Pierre de Taxuxin (1659-1742), de Pierre-Charles de Souilh, chanoine, abbé de Saint-Girons (1741-1810) et de Pierre Ignace de Souilh, chanoine de Bayonne (1742-1810).

## Galerie

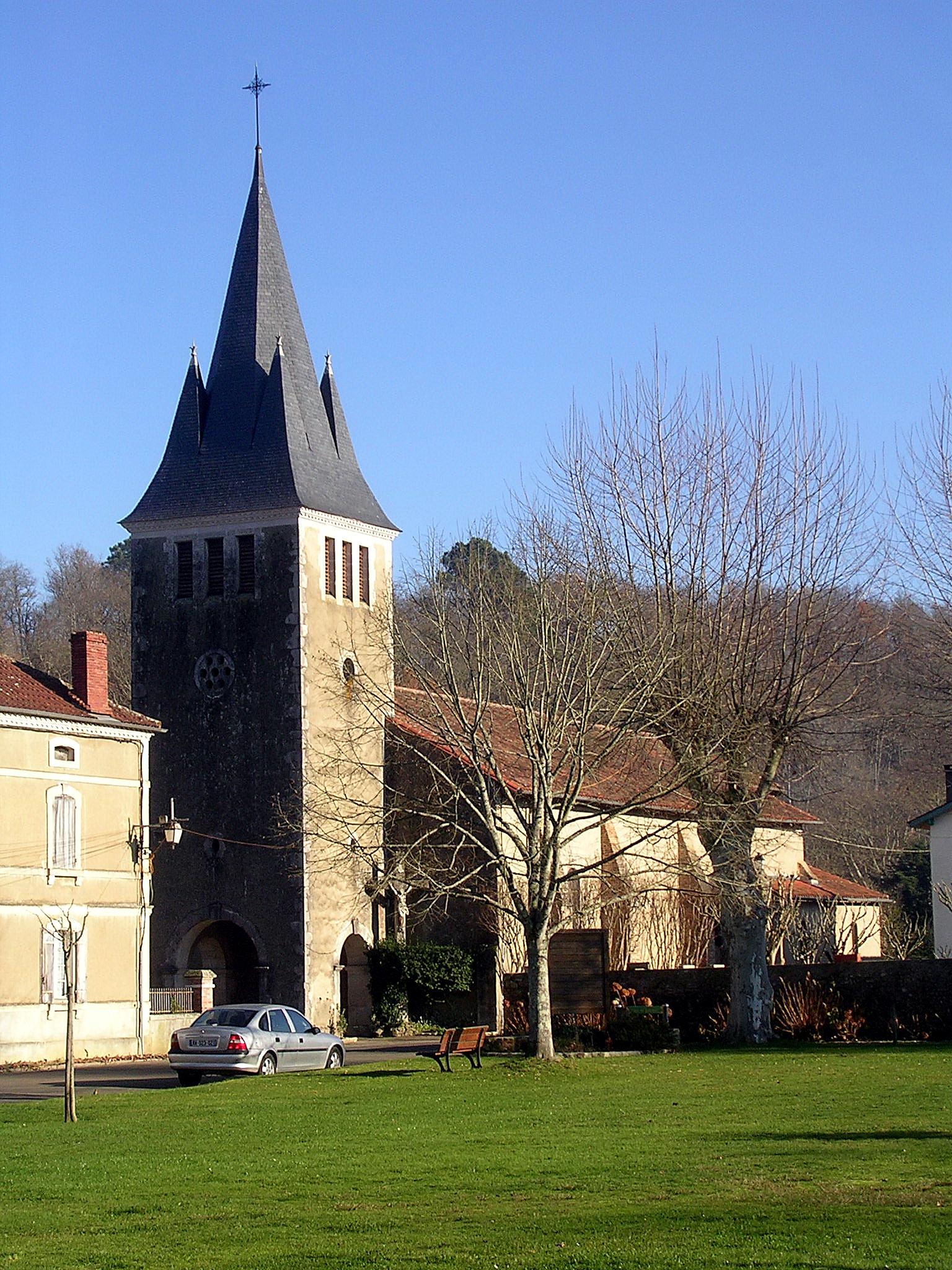
L'église vue de la place de la bastide
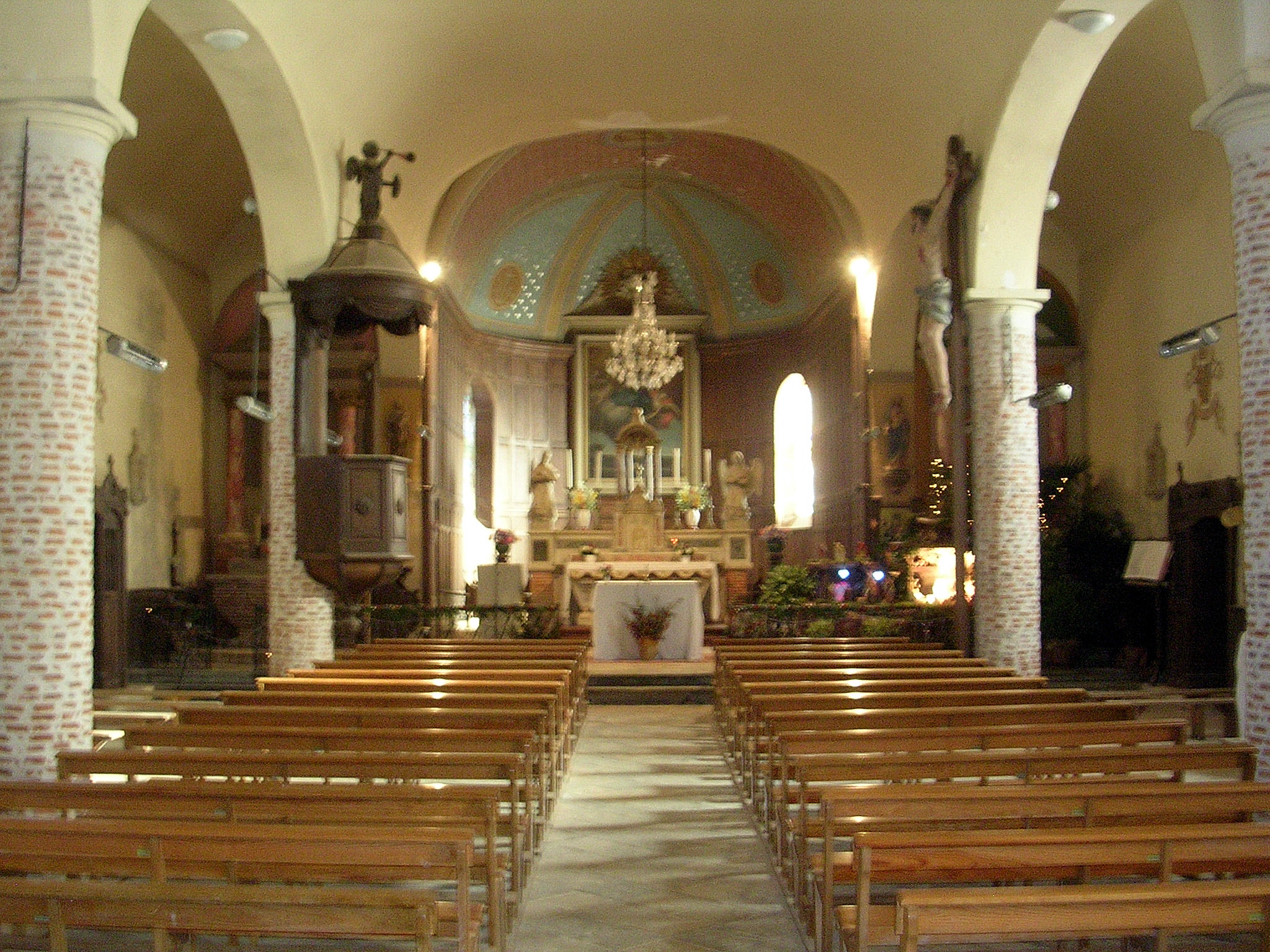
Le chœur
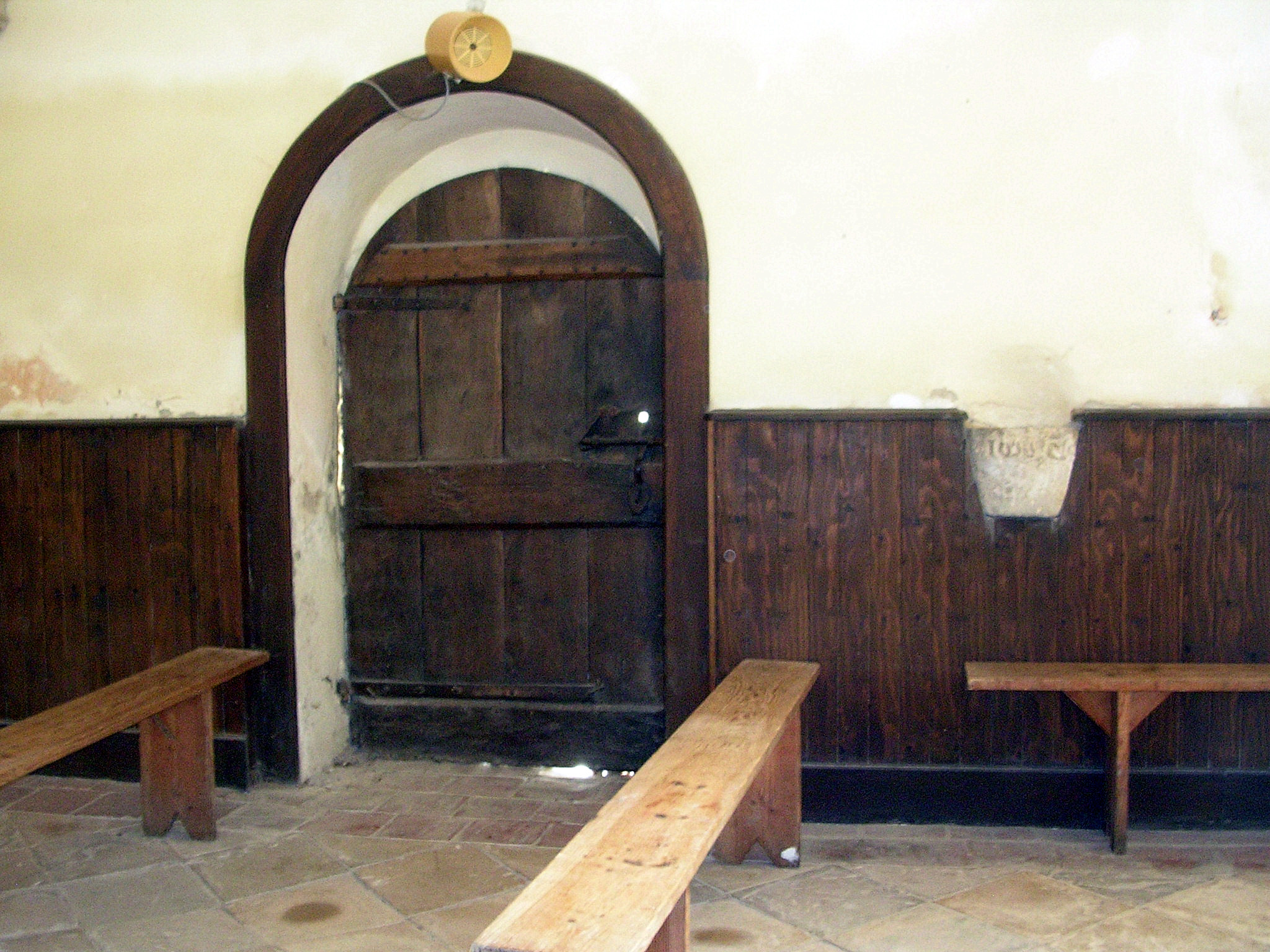
La porte et le bénitier des cagots